# 萩太郎山 (愛知県)
萩太郎山（はぎたろうやま）は、愛知県北設楽郡豊根村北西部にある山である。

## 概要

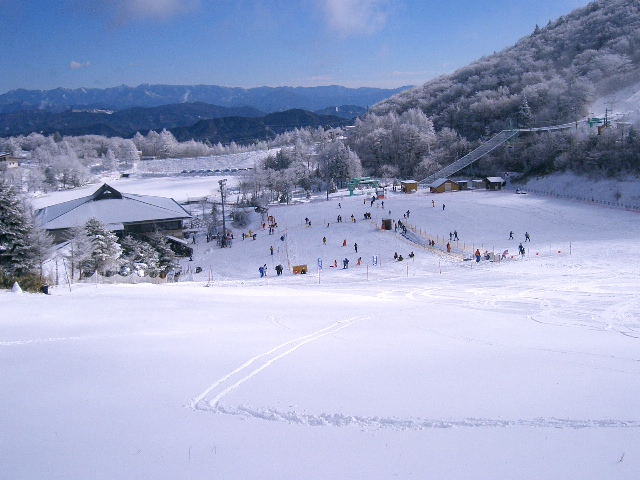
茶臼山高原スキー場

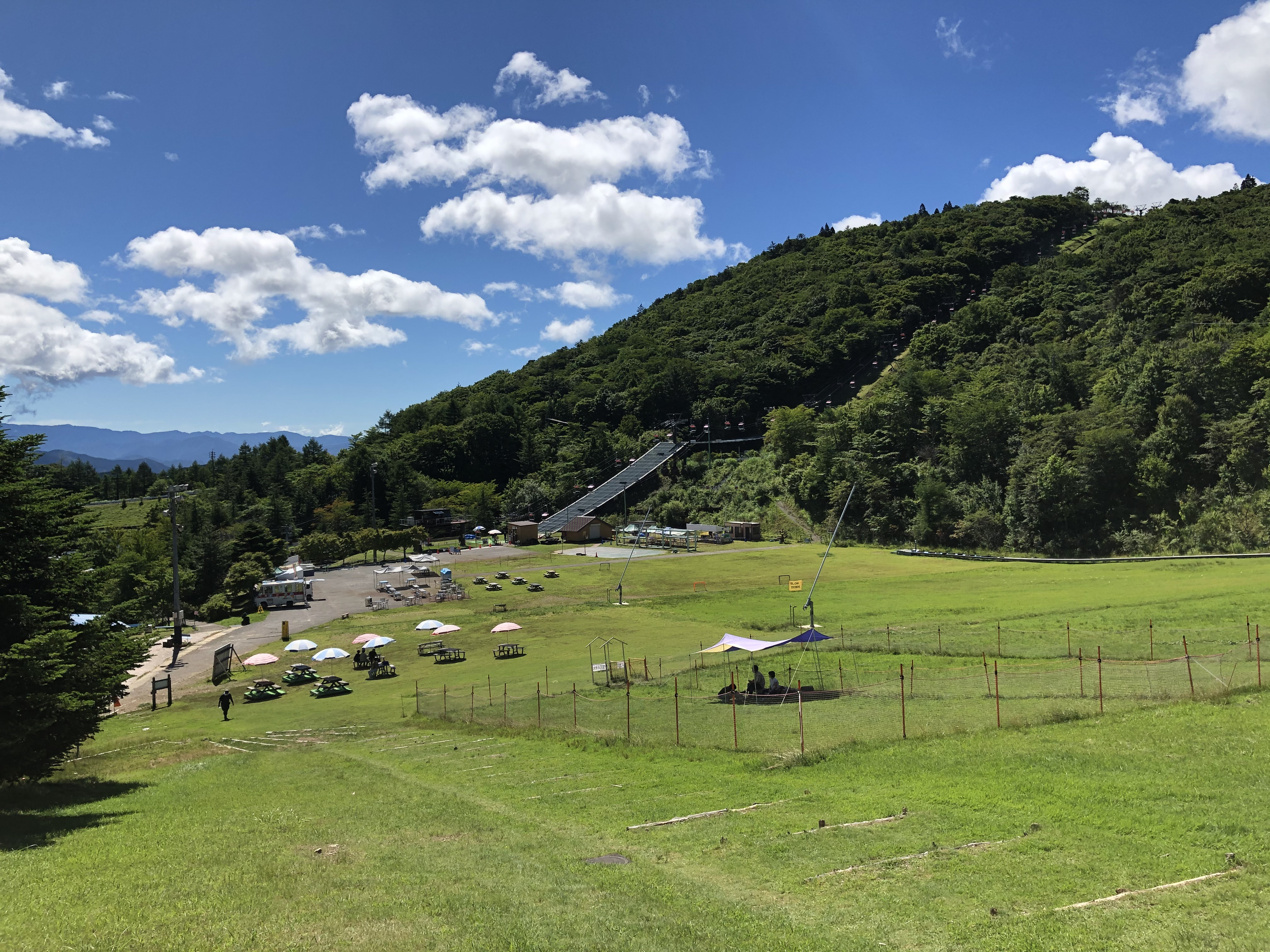
萩太郎山のふもと

標高は、1358.1mで、愛知県内2位の高さを誇っている。長野県との県境から約500m離れ、愛知県最高峰の茶臼山の南側に位置している。茶臼山高原スキー場はこの山の斜面に作られている。
山頂には「スカイガーデン」があり、スカイガーデンからは南アルプスが一望できる絶景ビュースポットとなっている。
山頂までスキーリフトが延びており、一年中利用する事が出来る。山頂には公園があるほか、電波塔が何本も建てられている。
公園には「天空の花回廊」と呼ばれる22,000m2に及ぶシバザクラの花畑が広がり、県内で一番空に近い花畑として毎年5月中旬から6月にかけて「芝桜まつり」が行われる。となる。また山麓には、茶臼山高原がある。
天候が良いと浜松市のアクトタワーや名古屋駅周辺のビル群や名古屋港、南アルプスや御嶽山、白山、蓼科山などが見える。

## ルート
- 山頂へ行くルートとしては、茶臼山方面から南下するルートがある。
- 茶臼山高原から茶臼山と萩太郎山を縦走する人が多い。
- 萩太郎山の観光リフトを使う客もいる。